# Teigne des fleurs du pommier

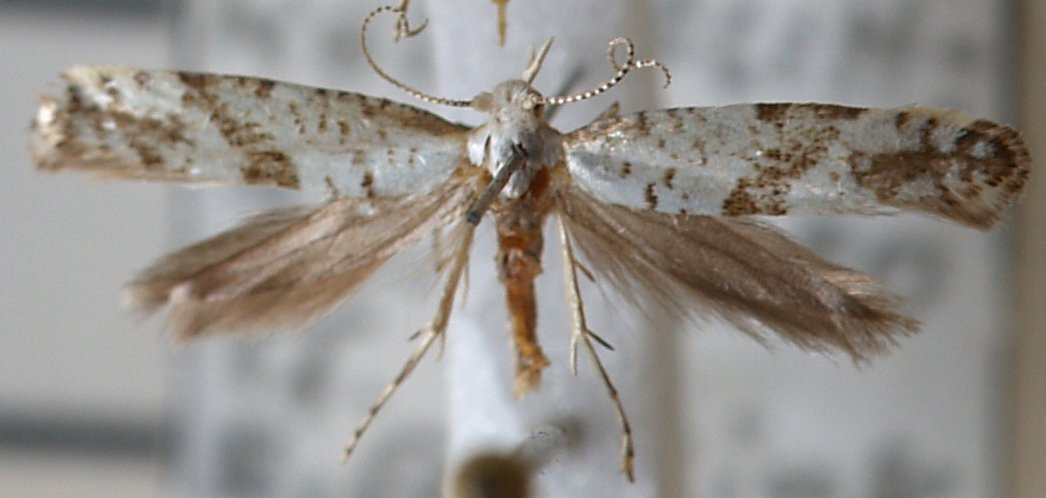
Argyresthia curvella
Espèce
La Teigne des fleurs du pommier (Argyresthia curvella) est une espèce d'insectes lépidoptères de la famille des Argyresthiidae, répandue dans le nord-ouest de l'Eurasie.
Les chenilles se nourrissent des fleurs de pommiers ; on a également soupçonné qu'elles mangeaient du bois de pommier pourri au moins occasionnellement. Elles peuvent devenir nuisibles dans les vergers de pommiers si elles sont abondantes.
L'imago mesure 10 à 12 mm d’envergure et ses ailes antérieures sont blanchâtres mouchetées de taches brunes. Il est nocturne et attiré par la lumière.

## Synonyme
- Argyresthia cornella - non valide

## Source
- (en) UKmoths – Argyresthia curvella